# Bạo hành gia đình
Bạo hành gia đình là một dạng thức của bạo lực xã hội, là “hành vi cố ý của các thành viên gia đình gây tổn hại hoặc đe dọa gây tổn hại… với các thành viên khác trong gia đình”  (Điều 1, Luật Phòng, chống bạo lực gia đình). Nói một cách dễ hiểu hơn, đó là việc “các thành viên gia đình vận dụng sức mạnh để giải quyết các vấn đề gia đình” .Gia đình là tế bào của xã hội, là hình thức thu nhỏ của xã hội nên bạo lực gia đình có thể coi như là hình thức thu nhỏ của bạo lực xã hội với rất nhiều dạng thức khác nhau.

## Các hình thức bạo hành

Một ruy-băng màu tím để thúc đẩy nhận thức về bạo lực gia đình

Phân chia theo kiểu bạo hành và đối tượng bị bạo hành.

### Phân chia theo kiểu bạo hành
- Bạo hành thể xác: Những hành vi như đá, đấm, tát... tác động trực tiếp đến sức khỏe nạn nhân. Kiểu hành vi này hay xảy ra khi hai bên chênh lệch về sức mạnh thể chất như giữa chồng và vợ, cha mẹ và con cái hoặc con cái và cha mẹ già.
- Bạo hành tình dục: Ép quan hệ tình dục khi bạn đời không muốn. Hành vi loạn luân giữa cha và con gái, hoặc mẹ và con trai, giữa anh chị em... cũng được xếp vào loại này.
- Bạo hành tinh thần: Chửi bới, mắng nhiếc, im lặng không nói chuyện trong thời gian dài...
- Bạo hành xã hội: Ngăn không cho tiếp xúc với gia đình, bạn bè, bao vây kinh tế nhằm hạn chế các hoạt động mang tính cộng đồng.

#### Bạo hành thể xác

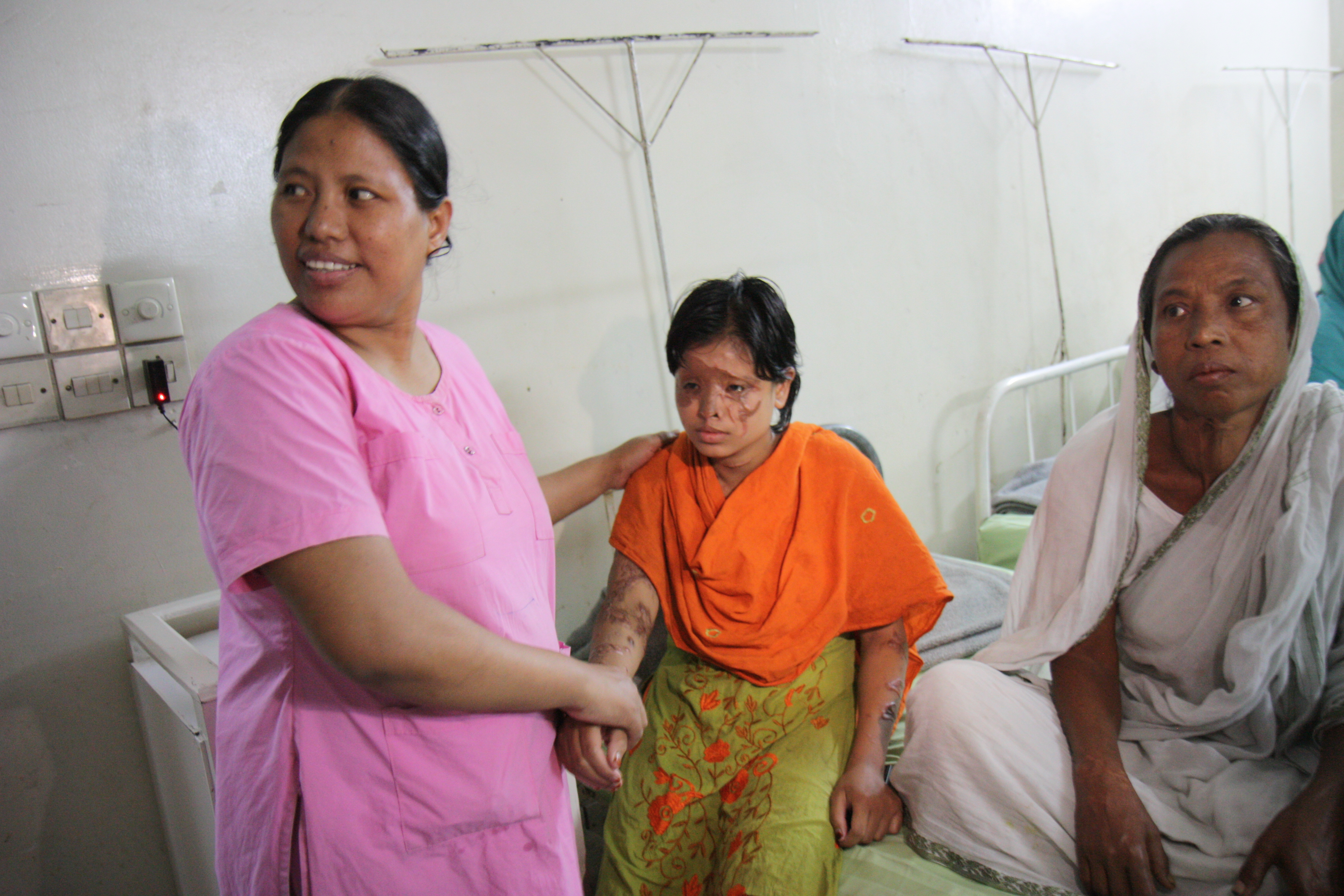
Các nhân viên y tế đang chăm sóc điều trị cho một nạn nhân của tạt a-xít ở Bangladesh. Tạt a-xít là một hành động phổ biến của bạo hành thể xác.

Bạo hành gia đình về mặt thể xác là hành động bạo hành sử dụng vũ lực, bao gồm đánh đập, gây thương tích, thiêu sống... gây ra thương tích cho đối tượng và có thể dẫn đến tử vong. Một dạng phổ biến của bạo hành thể xác đó là tạt a-xít, gây ra những vết bỏng trên cơ thể nạn nhân, thậm chí có thể dẫn tới mù nếu nạn nhân bị tạt vào mắt. Ngoài ra, bạo hành thể xác ở dạng nhẹ hơn có thể là làm cho nạn nhân thiếu ngủ hoặc thiếu các nhu cầu sinh hoạt tối thiểu khác.
Nạn nhân chủ yếu của bạo hành thể xác là phụ nữ, và số ít là đàn ông. Tại Anh, 37% số phụ nữ bị chết là do bị bạn tình giết hại, còn đối với nam giới, con số này là 6%. Con số này với nữ giới ở các quốc gia Canada, Úc, Nam Phi, Israel và Mỹ đạt từ 40% đến 70%. Theo Tổ chức Y tế thế giới (WHO), con số này tính trung bình trên toàn thế giới là 38%.
Tại nhiều quốc gia khu vực Trung Đông, nhiều hộ gia đình thực hiện việc "giết danh dự", tức là giết chết một người trong gia đình mà người đó mang lại nỗi sỉ nhục hoặc sự phỉ báng tới gia đình hoặc cộng đồng. Chẳng hạn, nếu một người phụ nữ từ chối tảo hôn, đòi ly hôn, hay thậm chí trở thành nạn nhân của những vụ tấn công tình dục, sẽ bị gia đình "giết danh dự" nhằm giữ thanh danh trong sạch của dòng họ. Ở nhiều nơi trên thế giới, việc "giết danh dự" cũng xảy ra trong đêm tân hôn nếu người chồng phát hiện vợ mình không phải là gái trinh vì họ quan niệm rằng tình dục ngoài hôn nhân là vi phạm pháp luật.
Ở các tiểu quốc gia trên lãnh thổ Ấn Độ (Bangladesh, Pakistan, và cả Ấn Độ), tục "thiêu sống cô dâu" được diễn ra khi người vợ mới cưới không có đủ tiền cưới hỏi cho nhà chồng. Tính tới năm 2011, đã có 8.618 vụ thiêu sống cô dâu được diễn ra tại các quốc gia Nam Á, trong đó đa số là ở Ấn Độ.

#### Bạo hành tình dục
Bạo lực tình dục  được phân chia thành nhiều nhóm nhỏ. Nếu người chồng chỉ đơn thuần cưỡng ép, đòi người vợ quan hệ tình dục thì được xếp tạm vô nhóm “người bình thường”, chủ yếu do nhu cầu sinh lý. Tuy vậy, cũng có những người bạo hành tình dục do mắc một số bệnh như: rối loạn nhân cách, lo âu, trầm cảm, hoang tưởng, rối loạn khí sắc, tâm thần phân liệt… Trong trường hợp này, người chồng thường hoang tưởng, ghen tuông, nghi ngờ lòng chung thủy của người vợ nên bắt vợ phải quan hệ thường xuyên để thể hiện bản lĩnh. Nhóm cuối cùng là những người thật sự mắc bệnh bạo dâm. Để cảm thấy thỏa mãn, trong lúc quan hệ họ thường đánh đập, làm tổn thương, chửi mắng, la bới, nhục mạ vợ mới…cảm thấy vui.
Ở một số nước, nam giới mắc chứng tâm thần bạo dâm có thể gây ra nhiều vụ bạo lực tình dục, họ có thể bị chích hormon để làm teo tuyến sinh dục cho tới khi bệnh tâm thần được chữa khỏi. Thế nhưng, tại Việt Nam, nhiều người vẫn không phân biệt được các hành vi bạo lực tình dục; thậm chí nhiều người vợ vẫn coi đó là chuyện bình thường, chịu đựng để chồng “hạnh phúc”, điều này vô tình khiến chứng bệnh của chồng ngày càng nặng.

#### Bạo hành tinh thần
Bạo lực tinh thần còn được gọi là bạo lực tình cảm/tâm lý. Đây là loại bạo lực khá phổ biến nhưng nó khó nhận dạng được so với bạo lực thể chất. Nạn nhân phải chịu các kiểu hành hạ như chửi mắng, hạ nhục với những lời lẽ thô thiển, nặng nề xâm phạm đến nhân phẩm và danh dự. Không những thế, bạo lực tinh thần nhiều khi còn tồn tại dưới nhiều dạng như đe dọa tinh thần, khủng bố tâm lý... gây nên sự phẫn uất, khủng hoảng ý thức và tâm sinh lý phụ nữ. Điều lưu ý là các hình thức bạo lực tinh thần dưới dạng “chiến tranh lạnh”- một kiểu hành hạ bằng tình cảm - nghĩa là người chồng tỏ ra thờ ơ, lạnh nhạt, vô trách nhiệm đối với người vợ, thậm chí đem so sánh với người phụ nữ khác,...Nó khó phát hiện và diễn ra lặng lẽ, không có đánh đập, xô xát hay chửi bới sỉ nhục ầm ĩ nên không gây được sự chú ý của nhiều người.
Con số chung cho tỷ lệ bị bạo lực tinh thần đối với phụ nữ do chồng gây ra tại Việt Nam là 53,6% trong cuộc đời, trong đó nông thôn cao hơn thành thị (56,2% so với 47,2%). Tỷ lệ bị bạo lực tinh thần trong đời do chồng gây ra dao động từ 42,4% tại Bắc Trung bộ, 52% tại Trung du và miền núi phía Bắc và duyên hải miền Trung, tới 70,1% tại Vùng Tây Nguyên. Tỷ lệ của bạo lực tinh thần hiện tại của Việt Nam là 25,4% (nông thôn là 27,5% và 20,4% tại thành thị). Nó dao động từ 22% tại Vùng Đồng bằng sông Hồng, 26,1% tại Trung du và miền núi phía Bắc đến 32,6% tại Vùng Tây Nguyên.

### Phân chia theo nạn nhân
- Bạo hành với bạn tình hoặc vợ/chồng.
- Bạo hành với trẻ em.
- Bạo hành với người lớn tuổi.

## Thống kê

### Trên thế giới
- 30% phụ nữ trên thế giới bị bạo hành gia đình[13]
- Kết quả thông báo ngày 15/9/2011 sau một cuộc thống kê của Hiệp Hội Quốc gia Chấm Dứt Nạn Bạo Hành Gia đình (National Network to End Domestic Violence – NNEDV) thực hiện trong vùng Washington DC. Các nhà tạm trú và các chương trình chống bạo hành gia đình vẫn luôn tiếp tục tìm cách giúp đỡ nạn nhân. Chỉ tính riêng trong năm 2011, có khoảng 67,399 người lớn tuổi và trẻ em được giúp đỡ. Con số này cũng tương đương với những năm trước.[14]
  - Trung bình trong một ngày, 24 giờ đồng hồ, nhân viên làm việc trong lĩnh vực chống bạo hành gia đình phục vụ cho trên 67,000 nạn nhân và trả lời trên 22,000 cú điện thoại nạn nhân gọi đến đường dây nóng khẩn cấp.[14]
- 91% những vụ chết người liên quan đến bạo hành trong gia đình là những người trưởng thành trên 18 tuổi; những người tuổi quá 50 chiếm 13% số người chết nói trên. Bốn trẻ em dưới 18 tuổi nằm trong tỷ lệ 9% số người bị mất mạng. Trong những vụ giết người vì bạo hành gia đình xảy ra từ tháng 7 năm 2010 đến tháng 6 năm 2011, có 23 người hay 54% phạm tội có mang súng; dao được sử dụng trong 10 vụ giết người, chiếm tỷ lệ 23%; bốn vụ chết người do hung bạo gây ra; hai vụ chết người vì hơi ngạt; một vụ vì bóp cổ và một vụ vì lửa cháy; hai vụ khác không rõ lý do.[14]

### Việt Nam
- Trong năm 2005, 66% các vụ ly hôn ở Việt Nam liên quan đến bạo hành gia đình[15][16].
  - Trong 5 năm từ 2000 - 2005, có 186.954 vụ ly hôn do bạo lực gia đình, hành vi đánh đập, ngược đãi chiếm 53,1% trong các nguyên nhân dẫn tới ly hôn[17].
  - Năm 2005, có tới hơn 39,7 nghìn vụ ly hôn có nguyên nhân từ bạo hành trong tổng số gần 65 nghìn vụ án về hôn nhân và gia đình, chiếm tỷ lệ 60,3%[17], cũng theo nghiên cứu đó thì:
    - 25% gia đình có hành vi bạo lực tinh thần.
    - 30% cặp vợ chồng xảy ra hiện tượng ép buộc quan hệ tình dục.
    - Ở đồng bằng sông Cửu Long có 1.319 ca nhập viện do bạo hành gia đình, trong đó khoảng 1.000 ca tự tử, và 30 trường hợp tử vong. Tuy nhiên, bài báo này không đăng số liệu cho các vùng khác.
- 5% phụ nữ thường xuyên bị chồng đánh đập[15].
- 82% hộ dân nông thôn và 80% hộ ở thành phố có xảy ra bạo lực[15]

## Ảnh hưởng
Ảnh hưởng của bạo hành gia đình trải rộng từ tâm lý cho đến thể chất của nạn nhân. Nhiều trường hợp hành vi bạo lực dẫn đến thương tật suốt đời thậm chí tử vong. Bạo lực gia đình thường là nguyên nhân khởi phát trầm cảm và rối loạn stress sau sang chấn sau này, đặc biệt là ở trẻ em-đối tượng nhạy cảm hơn có thể bị mắc các hội chứng về tâm lý như trầm cảm, rối loạn nhân cách, tâm thần. Những bé gái sống trong môi trường bạo lực, khi trưởng thành khó đặt niềm tin vào những người đàn ông khác và thường gặp trắc trở trong tình yêu. Họ có niềm hoài nghi quá mức với đối tượng khác giới, lý do bắt nguồn tự việc chứng kiến hành vi bạo lực của cha đối với mẹ hoặc với bản thân mình. Các trẻ trai về sau này có thể bắt chước các hành vi bạo lực với người vợ trong tương lai.

## Nguyên nhân
Hoàn cảnh xảy ra bạo hành, đặc biệt là bạo hành thân thể, thường là khi người nam say rượu, nhưng rượu không phải là nguyên nhân căn bản, nó chỉ là cái cớ cho những vướng mắc vốn tồn tại từ trước. Bạo hành được nhận thấy có tỷ lệ cao ở các gia đình có hoàn cảnh đặc biệt, chẳng hạn như kinh tế khó khăn, trình độ văn hóa thấp, người chồng không có việc làm… Tuy nhiên điều này không có nghĩa là giàu có hay được học hành đầy đủ bảo đảm chắc chắn gia đình hòa thuận. Ở những gia đình như vậy, bạo hành xảy ra với hình thức mà người ngoài khó nhận biết hơn. Bạo hành giữa cha mẹ và con cái cũng không hiếm và thường được biện hộ với mục đích giáo dục theo kiểu "thương cho roi cho vọt". Đó có thể là hành vi đánh thậm tệ, bỏ mặc không cho ăn uống hoặc không thèm quan tâm đến con dưới mọi hình thức... Hậu quả thường là rất nghiêm trọng, một bộ phận trẻ có thể bỏ nhà, bỏ học hay nghiện ma túy. Gái mại dâm (ở trẻ nữ) thường có liên quan trực tiếp đến tuổi thơ bất hạnh.